# Politiek in Italië
Het politieke systeem van Italië is ingericht als een vertegenwoordigende democratie in de vorm van een parlementaire republiek. Italië heeft geen federale structuur.

## Algemene organisatie
Italië is georganiseerd volgens het principe van de scheiding der machten: de wetgevende macht berust bij het parlement en de uitvoerende macht bij de regering, terwijl de rechterlijke macht wordt uitgeoefend door onafhankelijke rechters. De president bekleedt het hoogste ambt en symboliseert de eenheid van het land.
De belangrijkste wet van Italië is de grondwet; een verzameling artikelen die de fundamentele principes van de republiek en de rechten en plichten van de burgers beschrijft en die de werking van de republiek vastlegt. De wetgevende macht berust bij het parlement, zoals omschreven is in art. 71 van de grondwet, en is verdeeld in twee kamers: de Kamer van Afgevaardigden en de Senaat. Alle wetten dienen bekrachtigd te worden door de president. Hij kan een wet één keer naar het parlement terugsturen, wanneer hij van oordeel is dat die wet strijdig is met de grondwet (vetorecht), maar niet vaker. De voorzitter van de ministerraad (premier) regeert op basis van een parlementaire meerderheid, gevormd na algemene verkiezingen.

## Scheiding der machten
Alleen in dringende noodsituaties kan de regering besluiten nemen met de kracht van wet. Deze heten dan wetsdecreten en dienen binnen een vervaltermijn van 60 dagen door het parlement bekrachtigd te worden. Bovendien kan het parlement door een machtigingswet aan de regering de toestemming verlenen om in een bepaalde zaak met wetgeving te komen, waarbij het parlement de grenzen en termijnen afbakent, waarbinnen de regering deze wetten kan uitvaardigen. De besluiten van de regering worden dan wetgevende decreten genoemd.
Er zijn ook enkele situaties waarbij de wetgevende macht bij het volk ligt, zoals bij het correctief referendum en in grondwettelijke zaken bij het bekrachtigend referendum aangaande grondwetgeving. In het algemeen ligt het initiatief tot wetgeving dus bij iedere parlementariër en ook bij het volk, door middel van het burgerinitiatief, waarbij het wetsvoorstel door minimaal 50.000 handtekeningen ondersteund dient te worden, en ten derde bij de regering, wier wetsvoorstellen hoe dan ook medeondertekend moeten worden door de president.
Ten slotte is er een belangrijk controleorgaan op rechtshandelingen en wetgeving van de overheid (dat niet veel verschilt van het judicial review in de Verenigde Staten, maar veel uitgebreider is dan het systeem in het Verenigd Koninkrijk), waarbij een rechtbank een wet ongrondwettelijk kan verklaren (hoewel slechts met betrekking tot de hem voorgelegde casus). Veel vaker wordt deze vorm van controle gebruikt door zaken op verzoek van een rechter voor te leggen aan het Grondwettelijk Hof, dat wetten ongrondwettelijk kan verklaren (ook nadat die zijn aangenomen). De betreffende wetten verliezen in dat geval hun geldigheid en het Hof verbiedt het parlement om opnieuw met dezelfde wetgeving te komen.
Voor wat betreft de rechtshandelingen wordt de controle uitgeoefend door een groot aantal regionale administratieve tribunalen (TAR), die per regio georganiseerd zijn. De Raad van State is hierbij de beroepsinstantie. Met de goedkeuring van de Codice del processo amministrativo (Wetboek aangaande het bestuurlijk proces) in 2010 is de controle op bestuurlijke rechtshandelingen van de overheid en andere openbare lichamen veel steviger geworden. Er is nu de mogelijkheid om in kort geding opschorting te vragen, zowel in eerste als in tweede instantie, en ook om schadevergoeding te vragen voor de door de overheidsbesluiten geleden schade.

## Wetgevende macht
De wetgevende macht berust bij het parlement, dat is onderverdeeld in twee kamers: de Senaat en de Kamer van Afgevaardigden. Beide kamers hebben het recht van initiatief, dat wordt uitgeoefend door de parlementariërs, met dezelfde door de grondwet aangegeven bevoegdheden. Elk wetsvoorstel dient in beide kamers bij meerderheid te worden aangenomen, zo niet dan is het voorstel verworpen.

## Uitvoerende macht

### Regering
De uitvoerende macht berust bij de regering, waarbinnen volgens art. 92c1 van de Grondwet drie verschillende organen worden onderscheiden: de voorzitter van de ministerraad (eerste minister, premier), de ministers en de ministerraad (die in Italië niet kabinet genoemd kan worden, zoals in andere landen). De laatste wordt gevormd door de eerste twee organen samen. De regeringsvorming vindt plaats op basis van de artikelen 92c2, 93 en 94 van de grondwet en door in de praktijk gevormde gebruiken.
De regering dient het vertrouwen te hebben van beide kamers van het parlement en heeft de bevoegdheid om wetsdecreten uit te vaardigen, die binnen 60 dagen door het parlement bekrachtigd moeten worden.
Op basis van de financieringswet 2008, geamendeerd door wet 172 van 13 nov 2009, bestaat de regering uit 13 ministers, terwijl de gehele regering (met ministers zonder portefeuille, viceministers en staatssecretarissen) uit maximaal 60 personen mag bestaan.

### Voorzitter van de ministerraad

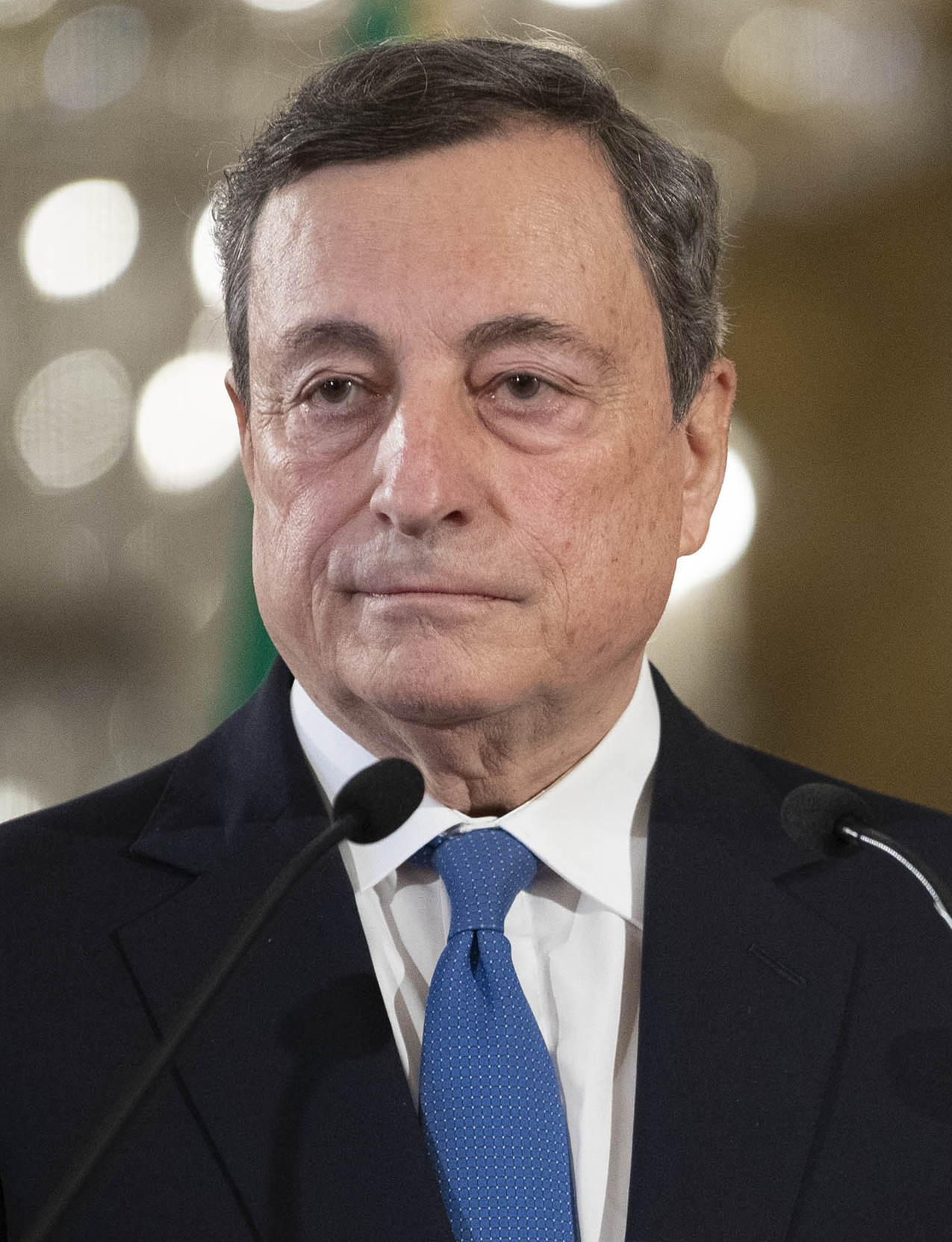
Mario Draghi, voorzitter van de ministerraad sinds 13 februari 2021

De voorzitter van de ministerraad (ook vaak eerste minister of premier genoemd) is het hoofd van de regering. Hij wordt door de president benoemd en is in rang de vierde burger van het land, hoewel hij de echte leider van het politieke bestel is. Zoals in alle parlementaire republieken is de president de eerste burger van het land, ook al heeft hij beperkte bevoegdheden.
In theorie is de beoogd premier vrij in zijn benoemingen, maar omdat hij een regering moet vormen die het vertrouwen moet krijgen van het parlement in een vertrouwensstemming, kiest hij zijn ministers uit de partijen die samen de meerderheid vormen in het parlement. De constitutionele praktijk laat zien dat de president gesprekken begint met de parlementaire groepen in het parlement om een keus te maken voor een persoon die het vertrouwen kan krijgen van het parlement. Na zijn benoeming presenteert de premier aan de president een lijst met namen van kandidaten met wie hij de ministerraad wil vormen, wanneer hij het vertrouwen heeft gekregen van beide kamers van het parlement.
De premier coördineert de activiteiten van de ministers en is verantwoordelijk voor het beleid van de regering. Hij is niet, zoals soms het geval is in andere landen, iemand die hiërarchisch boven de andere ministers staat. Uiteraard vervult hij als hoofd van de regering functies en taken waarnaar alle ministers zich moeten richten. Aan de andere kant kan de premier geen directe bevelen geven aan de ministers aangaande werkzaamheden op hun ministerie, maar alleen richtlijnen van algemene aard. Hij kan hen ook niet ontslaan. Hij functioneert dus als een primus inter pares, de eerste onder zijn gelijken. In algemene zin vervult de premier dus drie taken: hij neemt initiatief, hij wijst richting en hij coördineert het regeringswerk.

### Ministeries
Ministeries met taken op het gebied van de openbare orde en algemeen beleid:
- Ministerie van Buitenlandse Zaken en Internationale Samenwerking
- Ministerie van Binnenlandse Zaken
- Ministerie van Justitie
- Ministerie van Defensie

Ministeries met economisch-financiële taken:
- Ministerie van Economie en Financiën
- Ministerie van Economische Ontwikkeling
- Ministerie van Landbouw, Voedsel en Bosbeheer

Ministeries met sociale en culturele taken:
- Ministerie van Onderwijs, Universiteiten en Wetenschappelijk Onderzoek
- Ministerie van Erfgoed, Culturele Zaken en Toerisme
- Ministerie van Werk en Sociale Zaken
- Ministerie van Volksgezondheid

Ministeries met taken op het gebied van infrastructuur en diensten:
- Ministerie van Infrastructuur en Transport
- Ministerie van Milieu en Bescherming van Land en Zee

## Rechterlijke Macht
De rechterlijke macht wordt uitgeoefend door de Magistratuur (alle rechters gezamenlijk). Zij werken autonoom en onafhankelijk van de andere machten. De gewone rechters zijn houders van een jurisdictionele functie en werken in naam van het volk. De Hoogste Raad voor de Magistratuur bestuurt de rechters onafhankelijk en is geheel onttrokken aan controle door de Minister van Justitie.
Het Italiaanse rechtssysteem berust op het Romeinse recht. De Code Napoléon heeft als voorbeeld gediend voor de Italiaanse wetboeken. Het strafsysteem is gebaseerd op het accusatoir proces, wat inhoudt dat er een onafhankelijke rechter is, dat er een eerlijke procesgang is met voor beide partijen evenveel rechten en dat het proces openbaar en mondeling is.
De eerste fase van een proces, de schriftelijke voorbereiding, vindt plaats achter gesloten deuren, wat herinnert aan het inquisitoir proces. Sommigen noemen het Italiaanse rechtssysteem daarom een ‘gemengd’ systeem. Zowel in het burgerlijk recht, als in het strafrecht, als in het bestuursrecht is het recht op twee beroepsmogelijkheden gegarandeerd. In eerste instantie buigt de rechtbank zich over een zaak. In tweede instantie behandelt een hof van beroep het vonnis van de eerste rechtbank. Hier kan het vonnis bekrachtigd of verworpen worden. In derde instantie is beroep mogelijk bij het Hof van Cassatie. Er wordt dan niet meer inhoudelijk naar de zaak gekeken, maar er wordt alleen gekeken of de zaak procedureel correct behandeld is. Na deze twee beroepsmogelijkheden is het uitgesproken vonnis definitief.

## President van de Republiek

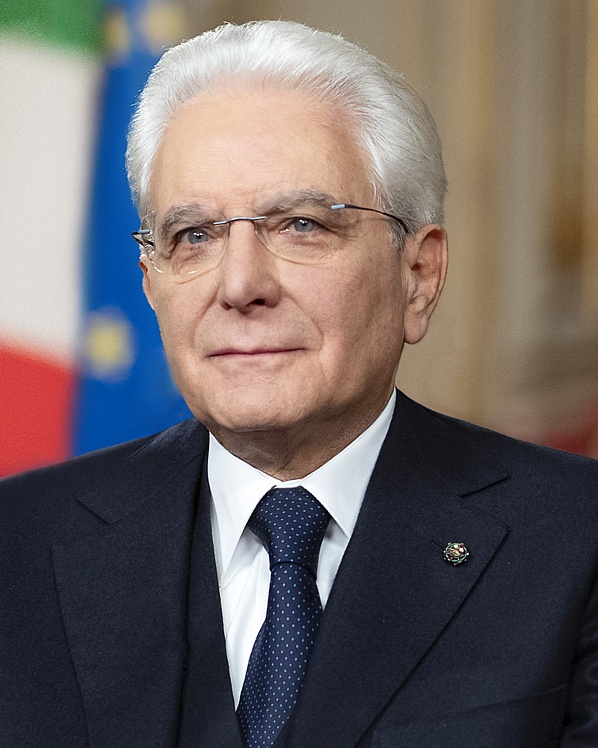
Sergio Mattarella, president van de republiek sinds 2015

De president van de Republiek is het staatshoofd en vertegenwoordigt de nationale eenheid. Hij bekleedt de hoogste functie in Italië en hij heeft enkele van de prerogatieven van de vroegere koningen van Italië. Hij is als het ware het scharnierpunt van de drie machten: hij benoemt de uitvoerende macht en hij is de voorzitter van de gerechtelijke organisatie. De president is bovendien opperbevelhebber van de strijdkrachten, hoewel dit juridisch gezien erg complex ligt, aangezien de president formeel geen politieke macht heeft. Deze functie vertaalt zich in het voorzitterschap van de Hoogste Raad van Defensie, maar vanzelfsprekend gaat het niet om het effectieve, technisch-operationele commando.
Het commando van de strijdkrachten ligt dus formeel bij het staatshoofd, maar in de praktijk wordt het uitgeoefend door de minister van Defensie en daarmee door de regering. In het algemeen zijn de bevoegdheden van de president vrij gering. Omdat Italië een parlementaire republiek is, wordt het politieke gezag uitgeoefend door het parlement en de regering. Omdat de regering het hoogste orgaan van de uitvoerende macht is, heeft zij ook het openbare bestuur als taak (net als overigens de regeringen van de lagere bestuursniveaus). Op deze manier vormt de regering als het ware de ‘motor’ van de politiek. De premier is zo dus de figuur met de meeste politieke macht in Italië.
De president wordt gekozen door een kiescollege dat is samengesteld uit beide kamers van het parlement met daarbij 58 vertegenwoordigers van de regio’s. Zijn ambtstermijn duurt 7 jaar. Zijn verkiezing vereist in de eerste drie stemrondes een tweederdemeerderheid, maar in de daaropvolgende stemrondes volstaat een gewone meerderheid +1 stem. De enige twee presidenten die in de eerste stemronde werden verkozen waren Francesco Cossiga (1985) en Carlo Azeglio Ciampi (1999).
Ondanks dat het niet expliciet in de wet staat, kan een president na afloop van zijn termijn herkozen worden: Giorgio Napolitano was de eerste president die opnieuw werd gekozen. Zijn tweede mandaat begon in 2013.
De president behoort een neutrale positie in te nemen in het politieke debat en hij vervult een institutionele rol om de voortgang van het politieke proces te garanderen. De president kan ook wetten verwerpen die overduidelijk tegen de grondwet ingaan. Hij weigert dan te ondertekenen, omdat hij handelt als bewaker van de grondwet. Toch kan hij deze bevoegdheid slechts eenmaal bij eenzelfde wet uitoefenen.
De huidige president is Sergio Mattarella. Hij is 31 januari 2015 verkozen en vanaf 3 februari in functie.

## Grondwettelijk Hof
Het Grondwettelijk Hof (of Constitutioneel Hof) fungeert als bewaker van de grondwet. Het hof is na de Tweede Wereldoorlog opgericht.
Het is het hoogste juridische orgaan van Italië met als taak te controleren of de door de wetgever uitgevaardigde wetten niet tegen de grondwet ingaan. Door zijn bevoegdheid om te oordelen over de grondwettelijkheid van een wet kan het hof deze wetten of andere wetgeving onmiddellijk afschaffen wanneer hij die ongrondwettelijk verklaart. Tegen een vonnis van het Grondwettelijk Hof is geen beroep mogelijk.
Het hof bestaat uit 15 rechters. Een derde wordt direct door de President benoemd, een derde wordt benoemd door een gezamenlijke vergadering van het parlement en een derde wordt benoemd door de hoogste gewone en administratieve magistraten. De Voorzitter van het Grondwettelijk Hof wordt bij meerderheid verkozen door de leden van het Hof en heeft een zittingstermijn van drie jaar. Vanwege zijn bevoegdheden en door middel van de jurisprudentie die door het Hof gecreëerd is, door het aantal beslissingen, en ook door de impact die deze beslissingen hebben op de samenleving, kan men het hof goed vergelijken met het Amerikaanse Hooggerechtshof.
Italië heeft het verdrag geratificeerd over het Internationaal Strafhof, over het Europees Hof voor de Rechten van de Mens en in 2014 heeft het de jurisdictie geaccepteerd van het Internationaal Gerechtshof.

## Stemrecht
Alle Italiaanse burgers van 18 jaar en ouder hebben actief stemrecht. Vanaf 25 jaar heeft men ook stemrecht voor de Senaat. Voor het passief stemrecht gelden respectievelijke grenzen van 25 en 40 jaar.

## Politieke partijen
Het politieke systeem van Italië vanaf het ontstaan van de Republiek (1946) en de inwerkingtreding van de Grondwet (1948) werd gekenmerkt door een reeks regeringen die waren gevormd met de christendemocratische partij Democrazia Cristiana. Deze was voortdurend de grootste partij en vormde regeringen met kleinere partners als de Partito Repubblicano Italiano, de sociaaldemocratische Partito Socialista Democratico Italiano en de Partito Liberale Italiano.
Vanaf 1963 werden er ook centrumlinkse regeringen gevormd met de Partito Socialista Italiano. De oppositie bestond uit de vanouds oppositionele Partito Comunista Italiano. Postfascistisch rechts herkende zich in de Movimento Sociale Italiano (Italiaanse Sociale Beweging).
Het politieke landschap veranderde in de jaren ’90 grondig tijdens de institutionele crisis, die leidde tot de overgang naar de zogeheten Tweede Republiek.
De belangrijke partijen verdampten en er ontstond een waaier aan nieuwe partijen. Uit de Democrazia Cristiana ontstonden de Partito Popolare Italiano, Cristiani Sociali en de Centro Cristiano Democratico. De Partito Comunista Italiano veranderde na de ‘bocht van Bologna’ in Partito Democratico della Sinistra en degenen die niet mee wilden stichtten de Rifondazione Comunista. De rechtse Movimento Sociale Italiano veranderde na de ‘bocht van Fiuggi’ in Alleanza Nazionale en degenen die niet mee wilden stichtten Fiamma Tricolore. Uit de Partito Socialista Italiano ontstonden Socialisti Italiani, Partito Socialista Reformista en Federazione Laburista. De Partito Liberale Italiano viel uiteen in veel delen: de conservatievere elementen gingen naar de eerdergenoemde Alleanza Nazionale en Forza Italia, de meer gematigden trokken naar de Unione Liberaldemocratica en naar Patto per l’Italia. De linkse delen vloeiden samen in de Alleanza Democratica en de Lista Pannella (erfgenaam van de Partito Radicale). De Partito Socialista Democratico Italiano viel in meerdere stromingen uiteen. Het gematigde deel omvatte Rinnovamento Italiano en I Democratici. De progressieveren kwamen terecht in de Socialisti Democratici Italiani en de conservatieveren in Forza Italia. Een andere stroming richtte de Movimento della Rinascita Socialdemocratica op.
Nieuwe belangrijke groeperingen waren Forza Italia, in 1994 gesticht door de toen al bekende ondernemer Silvio Berlusconi, die veel steun kreeg van centrum kiezers, en de Lega Nord, een fusiepartij van diverse regionale partijen uit het Noorden.
Na de verkiezingen van 1994 ontstond er een tendens naar twee grote blokken, een centrumrechts en een centrumlinks blok. In Noord-Italië had de alliantie van Forza Italia, Centro Cristiano Democratico, Lega Nord en andere kleinere partijen veel succes. In Zuid-Italië had een iets ander gevormd blok veel succes: Polo del Buon Governo, bestaande uit Forza Italia, Alleanza Nazionale (dat in Noord Italië van de partij losstaande lijsten had ingediend) en Centro Cristiano Democratico.
Voor de verkiezingen van 1996 vormden de centrumlinkse partijen een coalitie onder de naam Olijfboom (l’Ulivo) onder leiding van Romano Prodi. Centrumrechts was verdeeld in de Polo per le Libertà (Forza Italia, Alleanza Nazionale, Centro Cristiano Democratico en CDU) en de Lega Nord.
In 1998 trok de Rifondazione Comunista haar gedoogsteun aan de regering-Prodi I in en veroorzaakte zo de val van de regering. Voor de regionale verkiezingen van 2000 verenigden Polo en Lega Nord zich in Casa delle Libertà (Huis van de Vrijheden).
Voor de landelijke verkiezingen van 2001 gebruikten beide blokken lijstverbindingen om meer zetels te kunnen krijgen. Van 2001-2006 werd Italië geregeerd door de kabinetten Berlusconi II en III. In 2005 trad Rifondazione Comunista weer toe tot het centrumlinkse blok, dat Unione ging heten. Dit blok won de verkiezingen van 2006 en leidde tot het kabinet Prodi II, dat na twee jaar viel omdat UDEUR en enkele senatoren hun steun introkken.
Vanaf 2010 is het partijpolitieke landschap ingrijpend veranderd. Het systeem met twee grote blokken maakte plaats voor een systeem met twee grote partijen: Partito Democratico (PD, een fusie van Democratici di Sinistra en La Margherita) en Popolo della Libertà (een fusie van Forza Italia en Alleanza Nazionale). Naast deze twee partijen bevonden zich in het centrum ook de Unione dei Democratici Cristiani e di Centro (UDC) en Futuro e Libertà per l’Italia (in 2010 afgesplitst van de PDL).
Het gevolg was dat het bipolaire systeem veranderde in een landschap met enkele grote partijen die onafhankelijk van elkaar functioneerden. Vanaf 2008 waren er dan ook slechts vijf partijen in het parlement: Popolo della Libertà, Partito Democratico, Unione dei Democratici Cristiani e di Centro, Italia dei Valori en Lega Nord.
Voor de regeringen Letta en Renzi vormden verschillende partijen een grote coalitie, bestaande uit Partito Democratico, de partijen van Con Monti per l’Italia, Centro Democratico en kleinere partijen als PSI en de groep Nuovo Centrodestra.

### 2013 tot 2018
Na de verkiezingen van 2013 werd het beeld weer wat complexer. Er kwamen vier belangrijke blokken in het parlement:
- een centrumrechts blok bestaande uit Popolo della Libertà (later overgaand in de nieuwe Forza Italia), Lega Nord en Fratelli d’Italia
- Con Monti per l’Italia, een centrumblok bestaande uit Scelta Civica, Unione di Centro en Futuro e Libertà per l’Italia
- Italia. Bene Comune, een centrumlinks blok van Partito Democratico, Sinistra Ecologia e Libertà en Centro Democratico
- Movimento 5 Stelle (Vijfsterrenbeweging), gesticht door Beppe Grillo, onder leiding van Luigi Di Maio die zich definieert als tegen het systeem en tegen partijpolitiek.

Na de verkiezingen van 4 maart 2018 wilden de Lega en de Vijfsterrenbeweging samen een regeringscoalitie vormen. Van 23-27 mei 2018 heeft de partijloze Giuseppe Conte mandaat gehad als premier. President Mattarella heeft zijn goedkeuring gegeven aan de beoogde ministers, behalve die van Economie en Financiën, Paolo Savona die terugkeer naar de Italiaanse lire voorstelt.

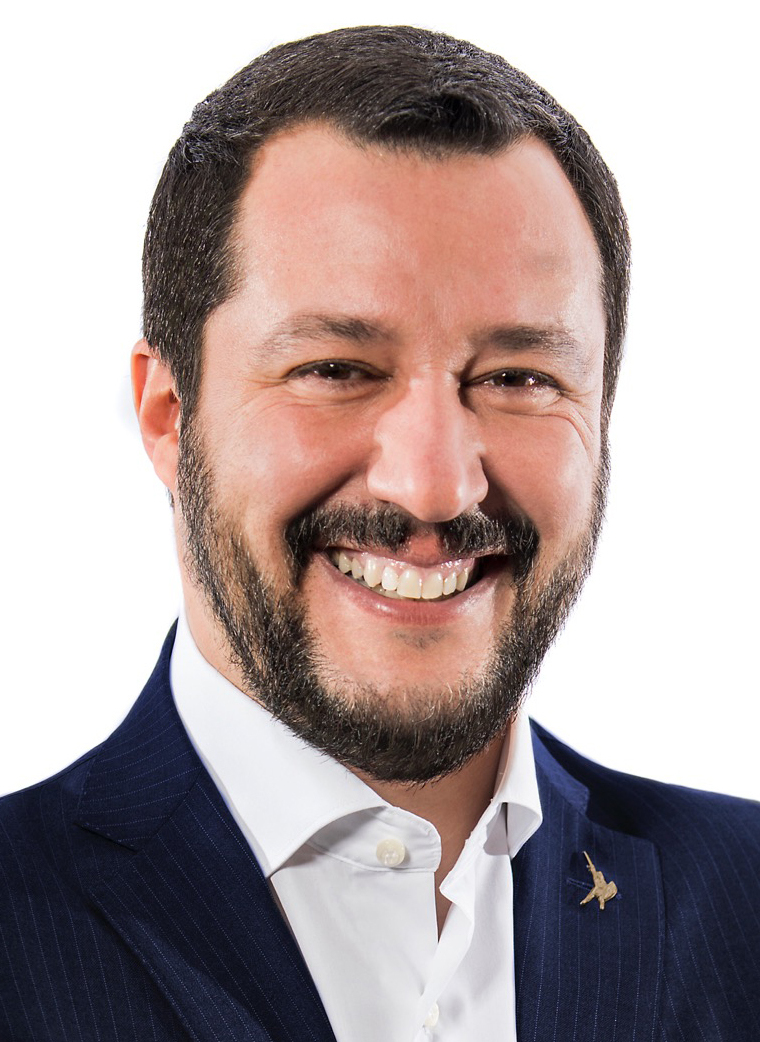
Vicepremier Matteo Salvini

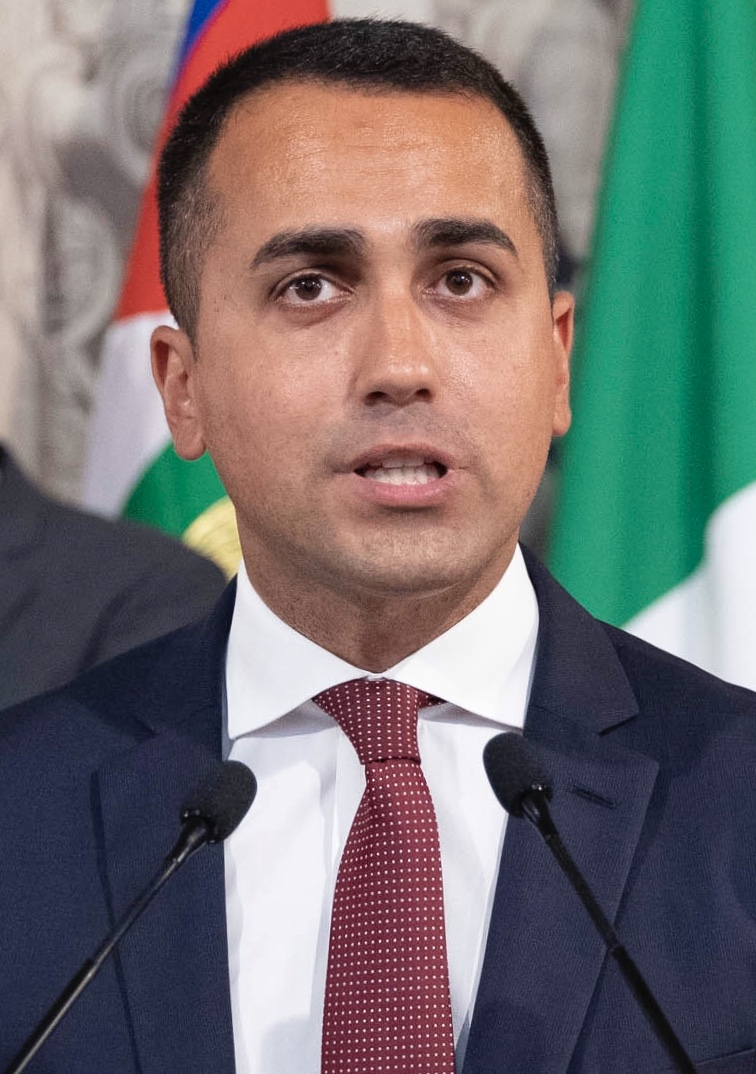
Vicepremier Luigi Di Maio

Daarna komt de econoom Carlo Cottarelli in beeld om een ministersploeg te formeren. Hij slaagde niet in het vinden van een bevredigende oplossing en gaf de opdracht op 31 mei alweer terug. Toch werden het Conte en de oorspronkelijke coalitie M5S-LN die het regeringsteam vormden.
Dat ziet er na de beëdiging op 1 juni 2018 als volgt uit
Minister van Binnenlandse Zaken: Matteo Salvini (Lega), tevens vicepremier
Minister van Economische Ontwikkeling: Luigi Di Maio (M5s), tevens vicepremier
Minister van Economie en Financiën: Giovanni Tria (onafh.)
Minister van Justitie: Alfonso Bonafede (M5s)
Minister van Buitenlandse Zaken: Enzo Moavero Milanesi (onafh.)
Minister van Defensie: Elisabetta Trenta (M5s)
Minister van Infrastructuur en Transport: Danilo Toninelli (M5s)
Minister van Milieu en Bescherming van Land en Zee: Sergio Costa (onafh.)
Minister van Onderwijs: Marco Bussetti (Lega)
Minister van Erfgoed, Culturele Zaken en Toerisme: Alberto Bonisoli (M5s)
Minister van Werk en Sociale Zaken: Luigi Di Maio (M5s)
Minister van Landbouw: Gianmarco Centinaio (Lega)
Minister van Volksgezondheid: Giulia Grillo (M5s)
Zonder portefeuille
Minister van Parlementsvoorlichting: Riccardo Fraccaro (M5s)
Minister van Openbare Administratie: Giulia Bongiorno (Lega)
Minister van Regionale Zaken en Autonomie: Erika Stefani (Lega)
Minister van het Zuiden: Barbara Lezzi (M5s)
Minister van Gehandicaptenbeleid: Lorenzo Fontana (Lega)
Minister van Europese Zaken: Paolo Savona (onafh.)
ondersecretaris bij het presidium van de ministerraadGiancarlo Giorgetti (Lega)

## Voetnoten en referenties
1. ↑  (it) Studio Legale Avv. Antonio Guantario, L'azione di risarcimento danni nel c.p.a.. www.guantario.it. Geraadpleegd op 8 december 2016.
2. ↑  Maria Irene Papa, ''La dichiarazione italiana di accettazione della competenza obbligatoria della Corte internazionale di giustizia: profili problematici di diritto internazionale e costituzionale'', Rivista AIC, OSSERVATORIO COSTITUZIONALE, juli 2015.
3. ↑  Vormgeving tweekamerstelsel njb.nl, bezocht 4-6-2018
4. ↑  AA.VV., ''Due Repubbliche. Politiche e istituzioni in Italia dal delitto Moro a Berlusconi'', a cura di M. Gervasoni e A. Ungari, Rubbettino, Soveria Mannelli, 2014
5. ↑  Principeakkoord in Italië over nieuwe coalitie FD.nl, 14 mei 2018
6. ↑  Conte wil als premier landsbelang dienen, Nederlands Dagblad, 23 mei 2018
7. ↑  Politiek drama in Rome, allicht nieuwe verkiezingen De Standaard, 27 mei 2018
8. ↑  Conte neemt ontslag[dode link] (it)  Yahoo!
9. ↑  Wie is Cottarelli?[dode link] (it)  Yahoo! via LaPresse, 27 mei 2018
10. ↑  Italiaanse president benoemt Cottarelli, verzet gegarandeerd NOS, 28 mei 2018
11. ↑  Vijfsterrenbeweging en Lega toch op weg naar nieuwe regering: "Alle voorwaarden zijn vervuld" VRT, 31 mei 2018

- Dit artikel of een eerdere versie ervan is een (gedeeltelijke) vertaling van het artikel Sistema politico della Repubblica Italiana op de Italiaanstalige Wikipedia, dat onder de licentie Creative Commons Naamsvermelding/Gelijk delen valt. Zie de bewerkingsgeschiedenis aldaar.

Albanië · Andorra · Azerbeidzjan · België · Bosnië en Herzegovina · Bulgarije · Cyprus · Denemarken · Duitsland · Estland · Finland · Frankrijk · Georgië · Griekenland · Hongarije · IJsland · Ierland · Italië · Kroatië · Letland · Liechtenstein · Litouwen · Luxemburg · Malta · Moldavië · Monaco · Montenegro · Nederland · Noord-Macedonië · Noorwegen · Oekraïne · Oostenrijk · Polen · Portugal · Roemenië · Rusland · San Marino · Servië · Slovenië · Slowakije · Spanje · Tsjechië · Turkije · Vaticaanstad · Verenigd Koninkrijk · Wit-Rusland · Zweden · Zwitserland